# Limbo (film, 2020)
Pour les articles homonymes, voir Limbo.
Pour plus de détails, voir Fiche technique et Distribution.
Limbo est un film britannique réalisé par Ben Sharrock (en), sorti en 2020.

## Synopsis
Quitter Damas, une belle maison et son jardin d’Éden pour une île désolée de l’Écosse, c'est ce qui arrive à Omar, réfugié syrien chassé de son pays par la répression de l'un des Printemps arabes du début des années 2010. Loin des siens, déprimé, pour ne pas dire dépressif, Omar endure mal ce dépaysement forcé dans l'attente de sa régularisation éventuelle, il traîne avec lui un oud dont il ne veut plus jouer. Va-t-il sombrer ? Son nouvel ami Farhad, un Afghan dans la même situation que lui mais plus optimiste et combatif, va tout faire pour l'en empêcher.

## Fiche technique
Sauf indication contraire, les informations mentionnées dans cette section peuvent être confirmées par la base de données cinématographiques IMDb,  présente dans la section « Liens externes ».
- Titre français : Limbo
- Titre original : Limbo
- Réalisation et scénario : Ben Sharrock (en)
- Musique : Hutch Demouilpied
- Décors : Andy Drummond
- Costumes : Holly Rebecca
- Photographie : Nick Cooke
- Son : Ben Baird
- Montage : Karel Dolak et Lucia Zucchetti
- Production : Angus Lamont, Irune Gurtubal
- Société de production : Caravan Cinema
- Société de distribution (France) : L'Atelier Distribution
- Pays de production :  Royaume-Uni
- Langue : anglais
- Format : couleur
- Genre : drame
- Durée : 104 minutes
- Dates de sortie :
  - France : 9 juillet 2020 (festival de Cannes 2020), 4 mai 2022 (sortie nationale)
  - Royaume-Uni : 30 juillet 2021

## Distribution
- Amir El-Masry (VF : Franck Sportis) : Omar
- Vikash Bhai (VF : Thierry Kazazian) : Farhad
- Ola Orebiyi : Wasef
- Kwabena Ansah (VF : Jean-Michel Vaubien) : Abedi
- Kenneth Collard : Boris
- Sidse Babett Knudsen (VF : Céline Duhamel) : Helga
- Sodienye Ojewuyl : Hamad
- Adam Abdalrhaman : l'homme qui pleure dans la cabine téléphonique
- Cameron Fulton : Plug
- Lewis Gribben : Stevie
- Silvie Furneaux : Cheryl
- Iona Elizabeth Thomson : Tia

## Accueil

### Critique
En France, le site Allociné recense une moyenne des critiques presse de 3,9/5.

## Distinctions

### Récompenses
- Festival du film britannique de Dinard 2021 : Hitchcock d'or et prix du public[2]

### Sélections
- Festival de Cannes 2020 : sélection Les nouveaux venus
- Festival international du film de Toronto 2020 : sélection en section Discovery
- Festival international du film de Saint-Sébastien 2020 : sélection en section Nouveaux réalisateurs

### Nominations
- British Academy Film Awards 2021 : meilleur film britannique et meilleur nouveau scénariste, réalisateur ou producteur britannique